# Albești (Ialomița)
Albești is een Roemeense gemeente in het district Ialomița.
Albești telt 1301 inwoners.